# Turdoides
Turdoides é um gênero da família Leiothrichidae encontrado na África e no sul da Ásia.

## Espécies
19 espécies são reconhecidas para o gênero:
- Turdoides plebejus
- Turdoides gymnogenys
- Turdoides jardineii
- Turdoides squamulata
- Turdoides leucopygia
- Turdoides leucocephala
- Turdoides reinwardtii
- Turdoides tenebrosa
- Turdoides bicolor
- Turdoides hypoleuca
- Turdoides sharpei
- Turdoides melanops
- Turdoides hartlaubii
- Turdoides hindei
- Turdoides nipalensis
- Turdoides gilberti
- Turdoides rufocinctus
- Turdoides chapini
- Turdoides atripennis